# Света Нона
Света Нона Назијанска је хришћанска светитељка из 4. века. Била је супруга светог Григорија Назијанског (старији), а мајка Григорија Богослова, Кесарија Назијанског, и Свете Горгоније.

## Биографија
Рођена је у Кападокији, где је и провела већи део свог живота.
Њен син Григорије Богослов у својим списима наводи своју мајку Нону као модел хришћанског материнства. Верује се да је она била та која је обратила свога мужа Григорија из паганства у хришћанство.
Умрла је 374. године.
Православна црква је прославља 5. августа по јулијанском календару.